# John McVie
John Graham McVie (Londra, 26 novembre 1945) è un bassista britannico, meglio conosciuto per il suo ruolo di cofondatore della rock band Fleetwood Mac nella quale milita ininterrottamente dalla fine del 1967.

## Biografia

### I primi passi
John Graham McVie nacque a Londra, nel quartiere di Ealing, da Dorothy e Reg McVie. Manifestò sin da piccolo predilezione per la musica iniziando a suonare la tromba, nel periodo in cui l’Inghilterra giovanile era percorsa dalla frenesia per la musica skiffle e vedeva il fiorire di gruppi di rock and roll. Perciò accantonò la tromba indirizzandosi verso la chitarra; ma notando che questo strumento diventava estremamente popolare e perciò inflazionato, decise di dedicarsi al basso. Ricevuto dal padre un basso Fender, ne imparò la tecnica prendendo a modello Jet Harris, il bassista degli Shadows, e poi Paul McCartney; e allo stesso tempo ascoltando il jazz di Charles Mingus e il blues di Willie Dixon.

### La carriera
Il suo percorso scolastico si fermò alla Walpole Grammar School, che lasciò all’età di diciassette anni per iniziare il servizio civile e la formazione professionale come ispettore delle tasse. Dopo aver militato nei Krewsaders, attraverso un amico che suonava assieme a Cyril Davies seppe di un musicista blues, John Mayall, alla ricerca di un bassista per la neonata formazione Bluesbreakers, e così nel gennaio del 1963 McVie entrò a far parte del gruppo. Per nove mesi lavorò come ispettore di giorno mentre di notte si esibiva con i Bluesbreakers; alla fine decise di lasciare il primo lavoro e dedicarsi alla musica da professionista, e nonostante alcuni contrasti per la sua inclinazione all’alcool, rimase con il gruppo di Mayall per sei anni, durante i quali ebbe l’occasione di suonare a fianco di molti bluesman inglesi che in quel periodo transitarono per i Bluesbreakers, fra i quali Eric Clapton, Mick Fleetwood e Peter Green. E furono proprio questi ultimi due strumentisti, da qualche tempo fuori dai Bluesbreakers, che McVie raggiunse dopo aver lasciato la formazione di Mayall che aveva a suo dire intrapreso una strada troppo impregnata di jazz.

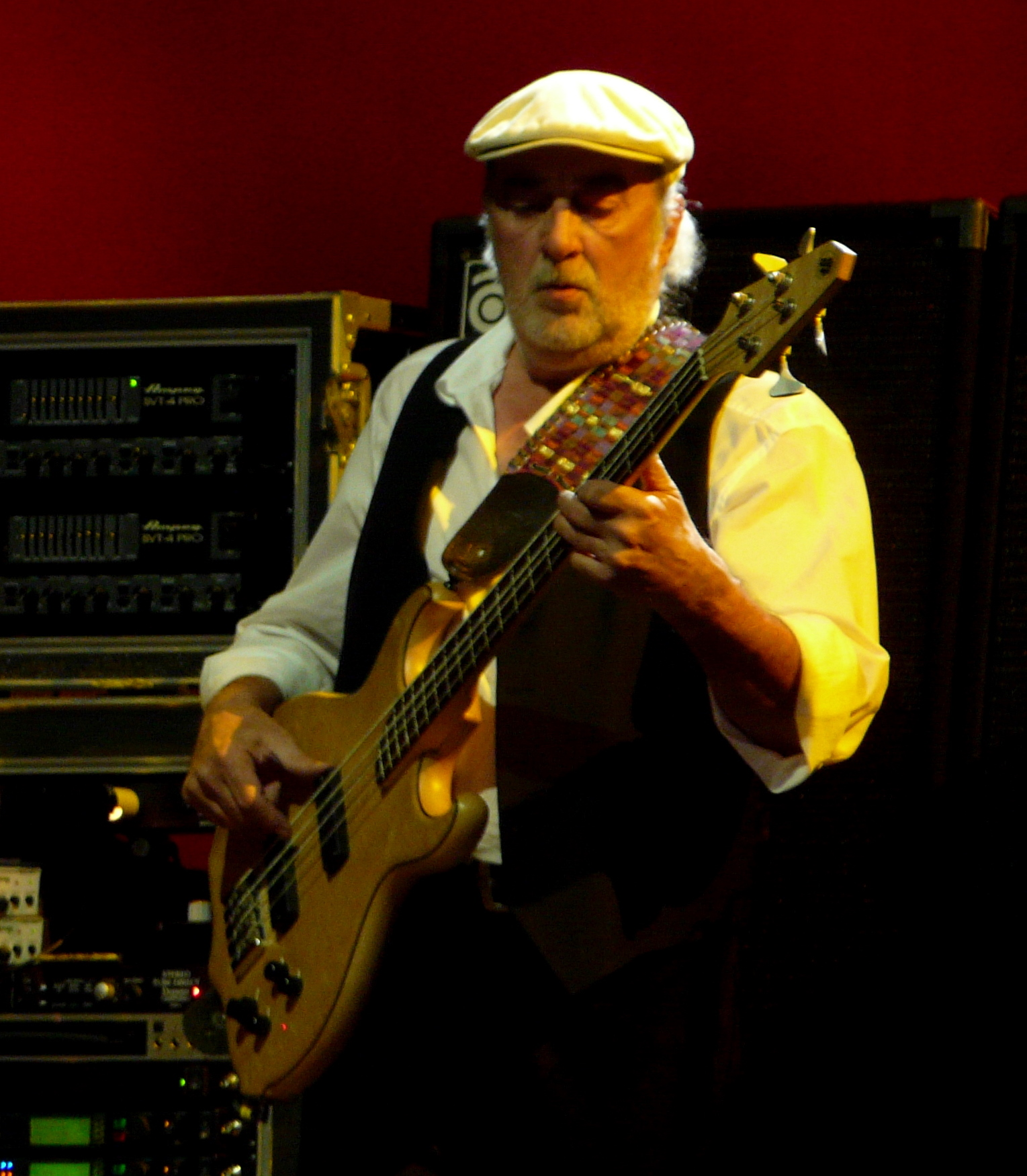
John McVie, 2009

Nel frattempo Green e Fleetwood avevano fondato il trio Fleetwood Mac, volendo con questo nome attirare l’ex compagno McVie. Quando il bassista si unì al gruppo, in breve la loro popolarità crebbe in maniera rilevante e fu seconda sola a quella dei Cream nel panorama del British blues dell’epoca. Ai Fleetwood Mac accadeva spesso di alternarsi sullo stesso palcoscenico con i Chicken Shack, che avevano come vocalist Christine Perfect; McVie se ne innamorò, i due fecero una conoscenza più stretta e si sposarono nell’agosto del 1968. L’anno successivo la Perfect lasciò i Chicken Shack e si ritirò dalle scene, ma la sua lontananza dal palco durò poco: nel 1970, infatti, entrava nell’organico della formazione in cui il marito militava come bassista.
McVie attraversò tutti gli anni dei Fleedwood Mac e tutti i cambiamenti di formazione e di stili, formando con Mick Fleedwood una delle più apprezzate sezioni ritmiche nella storia della musica rock. Attraversò anche i suoi sempre più accentuati problemi con l’alcolismo e il fallimento del matrimonio con la Perfect, con la quale infine si separò. Vendette la casa californiana di Topanga, dove aveva abitato con la moglie, e comprò una barca dove andò a vivere per un paio di anni a Marina del Rey. Nel 1978 si risposò con la sua ex segretaria e comprò una nuova barca battezzandola “The Challenge” (come il titolo di un brano della Perfect del 1984) e delle proprietà immobiliari alle Hawaii e a Los Angeles. Dopo un arresto per possesso di droga nel 1981, John McVie iniziò una terapia che dopo qualche anno lo liberò dalla dipendenza dall’alcol che lo affliggeva da quando era diciottenne. Il 1992 lo vide intraprendere un progetto solista, John McVie's ''Gotta Band'' with Lola Thomas; e sei anni dopo venne selezionato per la Rock and Roll Hall of Fame.
Nel 2013 gli è stato diagnosticato un tumore, e per questa ragione i Feetwood Mac sono stati costretti ad annullare dei concerti in programma in Australia. Il cancro è stato debellato attraverso le terapie mediche, e nel 2014 McVie era pienamente ristabilito.

## Discografia

### Da solista
- 1991 - John McVie's ''Gotta Band'' with Lola Thomas

### Con i Bluesbreakers
- 1965 - John Mayall Plays John Mayall
- 1966 - Bluesbreakers with Eric Clapton

### Con i Fleetwood Mac
- 1968 - Fleetwood Mac
- 1968 - Mr. Wonderful
- 1969 - English Rose
- 1969 - Then Play On
- 1970 - Kiln House
- 1971 - Future Games
- 1972 - Bare Trees
- 1973 - Penguin
- 1973 - Mystery to Me
- 1974 - Heroes Are Hard to Find
- 1975 - Fleetwood Mac
- 1977 - Rumours
- 1979 - Tusk
- 1980 - Fleetwood Mac Live
- 1982 - Mirage
- 1985 - Jumping at Shadows
- 1987 - Tango in the Night
- 1990 - Behind the Mask
- 1995 - Time
- 1996 - The Fleetwood Mac Family Album
- 1997 - The Dance
- 2003 - Say You Will
- 2004 - Live in Boston
- 2010 - In Concert 1982